# Полищук, Ян Азарович
Ян Аза́рович Полищу́к (1 января 1921, Киев — 1996, Москва) — русский советский писатель-сатирик, журналист, корреспондент, член редколлегий журналов «Крокодил» и «Огонёк». Участник Великой Отечественной войны. Заместитель главного редактора редакции сатиры и юмора Всесоюзного радио. Выпускник Литературного института имени А. М. Горького. С 1956 года — член Союза писателей. Соавтор романа-фельетона «Не проходите мимо», приключенческого памфлета «Мисс Хрю», фельетона «Юный Негоциант» и ряда сатирических рассказов и фельетонов. Заслуженный работник культуры РСФСР.

## Биография
Родился 1 января 1921 года в Киеве.
В 1959 году окончил Литературный институт имени А. М. Горького. С началом Великой Отечественной войны, был призван на мобилизован на фронт, участвовал в боях на Калининском, Западном и 1-м Украинском фронте.
После окончания войны, работал в редакции газеты Московского автозавода и учился в институте. В 1951 году принял участие в съезде 2-го Всесоюзного совещания молодых писателей, через год опубликовал первую книгу рассказов. Работал корреспондентом газеты «Советское искусство», «Литературной газеты», журналов «Крокодил» и «Огонёк».

## Оценки
Корреспондент журнала «Нева», охарактеризовал рассказы Полищука как «не только смешные, но критичные вещи, в которых видно поэтическое зерно».